# Facheca
Facheca község Spanyolországban, Alicante tartományban. Lakosainak száma 100 fő (2024). Facheca Benimassot, Confrides, Famorca, Quatretondeta és Tollos községekkel határos.

## Népesség
A település lakosságának változását az alábbi diagram mutatja:
| Lakosok száma | 130  | 103  | 93   | 106  | 108  | 104  | 107  | 106  | 105  | 100  |
|               | 2001 | 2004 | 2006 | 2009 | 2011 | 2014 | 2016 | 2019 | 2021 | 2024 |